# Quim
Joaquim Manuel Sampaio da Silva,  OIH (Vila Nova de Famalicão, 13 de noviembre de 1975) es un exfutbolista portugués que jugaba como guardameta. Inició su carrera deportiva en 1994 con el Sporting Braga y se retiró al finalizar la temporada 2017-18 a los 42 años de edad tras militar las últimas temporadas en el CD Aves.
En la temporada 2004-05 consiguió la titularidad en el Benfica como guardameta tras una mala actuación del portero titular hasta entonces José Moreira.
Luego del mundial de Corea/Japón, al arquero se le detectó dopaje positivo (por el cual se los suspendió). 
En el 2004, Quim volvió a jugar al fútbol profesionalmente y en el 2006 sería convocado como portero suplente a la Copa Mundial de Fútbol de 2006.

## Selección nacional
Ha sido internacional con la selección de fútbol de Portugal en 32 partidos internacionales.

### Participaciones en Copas del Mundo
| Mundial                        | Sede     | Resultado    |
| ------------------------------ | -------- | ------------ |
| Copa Mundial de Fútbol de 2006 | Alemania | Cuarto lugar |

## Clubes
| Club              | País     | Año       |
| ----------------- | -------- | --------- |
| Sporting de Braga | Portugal | 1994-2004 |
| SL Benfica        | Portugal | 2004-2010 |
| Sporting de Braga | Portugal | 2010-2013 |
| CD Aves           | Portugal | 2013-2018 |